# パンドラの小箱
『パンドラの小箱』（パンドラのこばこ）は、岩崎宏美の7枚目のオリジナル・アルバム。1978年8月25日発売。発売元は、ビクター音楽産業（現：JVCケンウッド・ビクターエンタテインメント）。
規格品番SJX-20077

## 解説
- LP盤のジャケット裏面に肩から下の写真を使用したのは、岩崎本人の希望による。
- アルバム中にクレジットされているDr.ドラゴン&サウンド・オブ・アラブは、坂本龍一、後藤次利、佐藤準、斉藤ノブ（現：斎藤ノヴ）、松原正樹らのミュージシャンにより構成されている。筒美京平がDr.ドラゴンを名乗り、陣頭指揮を執っている。
- 通常の2チャンネル・ステレオヴァージョンと、ビクターのCD-4方式による4チャンネルヴァージョン（ビクター CD4B-5106）が存在する。テイクは同じだがミックスが異なる（2チャンネルで再生しても違いがわかる）。4チャンネル盤のジャケットは2チャンネル盤に封入されている歌詞カード表紙の写真が使用されている。
- 1991年に、次作『10カラット・ダイヤモンド』（1979年10月5日）とのカップリングで初CD-DA化された（2作品を1枚に収録）が、収録時間の関係上「コントラスト」が削除された。1994年に単独でCD化され、同時に「コントラスト」も初CD化された。また、2007年に紙ジャケットで復刻された際には、アルバム未収録であった15枚目のシングル「さよならの挽歌」（1978年11月5日）とそのB面曲「夕暮れメヌエット」、16枚目のシングル「春おぼろ」（1979年2月5日）とそのB面曲「吐息ばかり」がボーナス・トラックとして収録された。
- 2019年11月20日、STEREO SOUND社監修、タワーレコードの企画・700枚の限定販売でSACD化された（40TH ANNIVERSARY TOWER RECORDS/Tower to the People/Victor NCS-80003)。　2007年（2018年再発売)の紙ジャケット仕様復刻盤と同様、4曲のボーナストラックが併録されている。（ケースは通常のプラケース）
- 2020年7月8日、STEREO SOUND社監修、タワーレコードの企画・700枚の限定販売でマルチチャンネル仕様のSACDが発売された（Tower to the People/Victor NCS-80014）。CD-4チャンネル盤のマスターテープからDSDで4.0チャンネルのマルチチャンネルのマスタリングを施している。併録の2チャンネルは、従来のステレオ音源と異なり、CD-4をコンパチブルステレオ再生したものを踏襲していて、「媚薬」のドラムはセンター定位、コーラスやギターの音量が大きくなったり等している。ボーナストラックの収録はなし。ジャケットの画像は当時のCD-4盤のものを再現している。（ケースは通常のプラケース）

## 収録曲

### オリジナル盤
- 全作曲・編曲: 筒美京平（特記以外）

Side-A
1. 媚薬
  - 作詞: 阿木燿子
2. パンドラの小箱
  - 作詞: 阿木燿子
3. コントラスト
  - 作詞: 島武実、編曲: 船山基紀
4. パンドラの小箱（バリエーション）
  - インストゥルメンタル。
5. ピラミッド
  - 作詞: 橋本淳
6. カンバセーション
  - 作詞: 橋本淳

Side-B
1. シンデレラ・ハネムーン
  - 作詞: 阿久悠
  - 14thシングル。
2. 想い出は9月行き
  - 作詞: 島武実
3. ミスター・パズル
  - 作詞: 島武実
4. L
  - 作詞: 阿久悠
5. 南南西の風の中で
  - 作詞: 阿久悠
  - 14thシングル「シンデレラ・ハネムーン」のB面曲。
6. パンドラの小箱（リプライズ）
  - インストゥルメンタル。

### CD（1991年盤）
定盤コレクション 2inOne「パンドラの小箱 + 10カラット・ダイヤモンド」
- M-12 - 19の作家名は項目『10カラット・ダイヤモンド』を参照のこと。

1. 媚薬
2. パンドラの小箱
3. パンドラの小箱（バリエーション）
4. ピラミッド
5. カンバセーション
6. シンデレラ・ハネムーン
7. 想い出は9月行き
8. ミスター・パズル
9. L
10. 南南西の風の中で
11. パンドラの小箱（リプライズ）
12. スリー・カラット・ダイヤモンド
13. マチネへの招待
14. 東京 - パリ
15. 麗しのカトリーヌ
16. 小夜曲（セレナーデ）
17. 水曜の朝、海辺で…
18. テーブルの下
19. 微笑の翳り

### CD（2007年盤）
1. 媚薬
2. パンドラの小箱
3. コントラスト
4. パンドラの小箱（バリエーション）
5. ピラミッド
6. カンバセーション
7. シンデレラ・ハネムーン
8. 想い出は9月行き
9. ミスター・パズル
10. L
11. 南南西の風の中で
12. パンドラの小箱（リプライズ）
13. さよならの挽歌（ボーナス・トラック）
  - 作詞: 阿木燿子、作曲・編曲: 筒美京平
  - 15thシングル。
14. 夕暮れメヌエット（ボーナス・トラック）
  - 作詞: 阿木燿子、作曲・編曲: 筒美京平
  - 15thシングル「さよならの挽歌」のB面曲。
15. 春おぼろ（ボーナス・トラック）
  - 作詞: 山上路夫、作曲・編曲: 筒美京平
  - 16thシングル。
16. 吐息ばかり（ボーナス・トラック）
  - 作詞: 山上路夫、作曲・編曲: 筒美京平
  - 16thシングル「春おぼろ」のB面曲。